# Aphoebantus mixtus
Aphoebantus mixtus är en tvåvingeart som beskrevs av Daniel William Coquillett 1891. Aphoebantus mixtus ingår i släktet Aphoebantus och familjen svävflugor.
Artens utbredningsområde är Kalifornien. Inga underarter finns listade i Catalogue of Life.